# Арфамусая (община)
Арфамусая (на френски: Arfamoussaya) е град и субпрефектура в Централна Гвинея, регион Фарана, префектура Дабола. Населението на общината през 2014 година е 16 561 души.

## Райони
Арфамусая се разделя на 3 района:
- Арфамусая
- Фадама
- Фела Амдале